# Proanoplomus arcus
Proanoplomus arcus är en tvåvingeart som först beskrevs av Ito 1949.  Proanoplomus arcus ingår i släktet Proanoplomus och familjen borrflugor. Inga underarter finns listade i Catalogue of Life.